# Dicliptera arenaria
Dicliptera arenaria är en akantusväxtart som beskrevs av Milne-redhead. Dicliptera arenaria ingår i släktet Dicliptera och familjen akantusväxter. Inga underarter finns listade i Catalogue of Life.